# Введенский Владычный монастырь
Влады́чный Введе́нский монасты́рь — женский (до 1806 года мужской) монастырь Подольской епархии Русской православной церкви, расположенный на южной окраине Серпухова на берегу реки Нара близ её впадения в Оку. Основан в 1360 году московским митрополитом Алексием. Существующие храмы построены в XVI—XVII веках.

## История
По преданию, основанию монастыря предшествовало особое изволение Божией Матери: «Алексие! Подобает тебе монастырь поставити имени Моему, купно же и себе в память… в пределе града Серпухова, тамо бо возлюбих место на спасение многим душам человеческим!» В 1362 году уже «составлена была каменная церковь» трудами преподобного Варлаама — келейника святителя Алексия, ставшего первым настоятелем Владычного монастыря.
Согласно сказанию, в 1360 г. во время молитвы свт. Алексию было повеление от иконы Пресв. Богородицы создать в Ее честь монастырь «в пределе града Серпухова». Святитель благословил своего келейника найти место для обители. Обходя окрестности Серпухова, в 2 верстах к юго-западу от города, в лесу за р. Нарой, у оз. Долгого, преподобный ночью услышал «звон велик и гремения сосудов, железных и медных». Избранное Варлаамом место не понравилось митр. Алексию, однако ночью святитель услышал голос, повелевший поставить монастырь на этом месте.
В 1598 году во время Серпуховского похода вблизи монастыря расположилось войско Бориса Годунова, вышедшего против войска крымских татар.

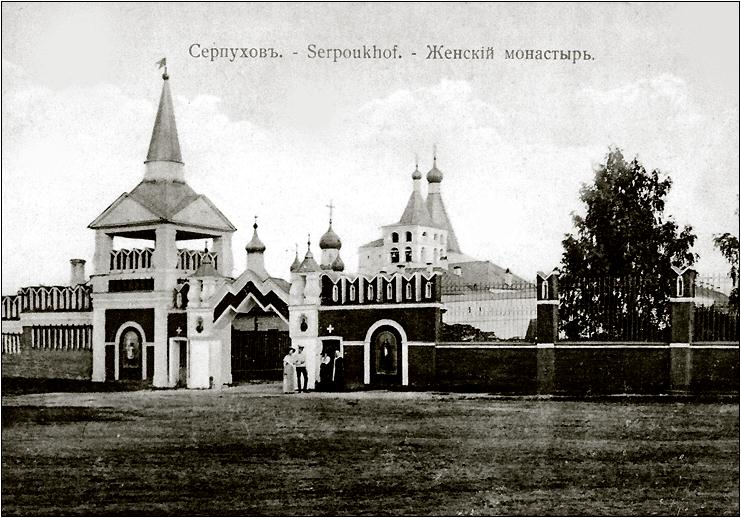
На дореволюционной фотографии

К началу XVIII века монастырь имел многочисленные вотчины в Московском и Серпуховском уездах. В 1724—1727 годах был приписан к московскому Заиконоспасскому монастырю. Во время реформы монастырского землевладения (1764) получил 3-й класс. В 1806 году преобразован в женский монастырь, где в 1861—1874 годах настоятельствовала скандально известная Митрофания (Розен).
В 1878 году в обители была явлена чудотворная икона Божией Матери Неупиваемая Чаша, которая ныне утрачена.
Упразднен и осквернён в 1920-е годы. Монахини были выселены, а в обители было организовано военное летное училище. За годы советской власти здания сильно пострадали, однако после Великой Отечественной войны собор и храмы были отреставрированы с возвращением предполагаемых форм допетровского времени. В 1995 году Священный синод благословил возобновление монастыря.

## Храмы
- Собор Введения во Храм Пресвятой Богородицы впервые построен в 1362 году при основателе преподобном Варлааме Серпуховском, в дальнейшем неоднократно перестраивался. Нынешний Введенский собор сооружён в правление Бориса Годунова.
- Храм великомученика Георгия Победоносца (конец XVI века)
- Храм святителя Алексия (XVII век)
- Надвратный храм мученика Феодота Анкирского (1599)

## Святыни
В обители пребывают иконы с мощами святых Никиты Столпника и Лазаря Четверодневного, а также чудотворный образ Божией Матери «Всецарица».

## Взрыв у входа в гимназию
13 декабря 2021 года на крыльце гимназии при монастыре произошло срабатывание СВУ (самодельного взрывного устройства), в результате которого были ранены 13 человек, включая подрывника.